# Zabol (Afghanistan)
Pour les articles homonymes, voir Zabol.
Zâbol est une province du sud-est de l'Afghanistan. Sa capitale est Qalât.

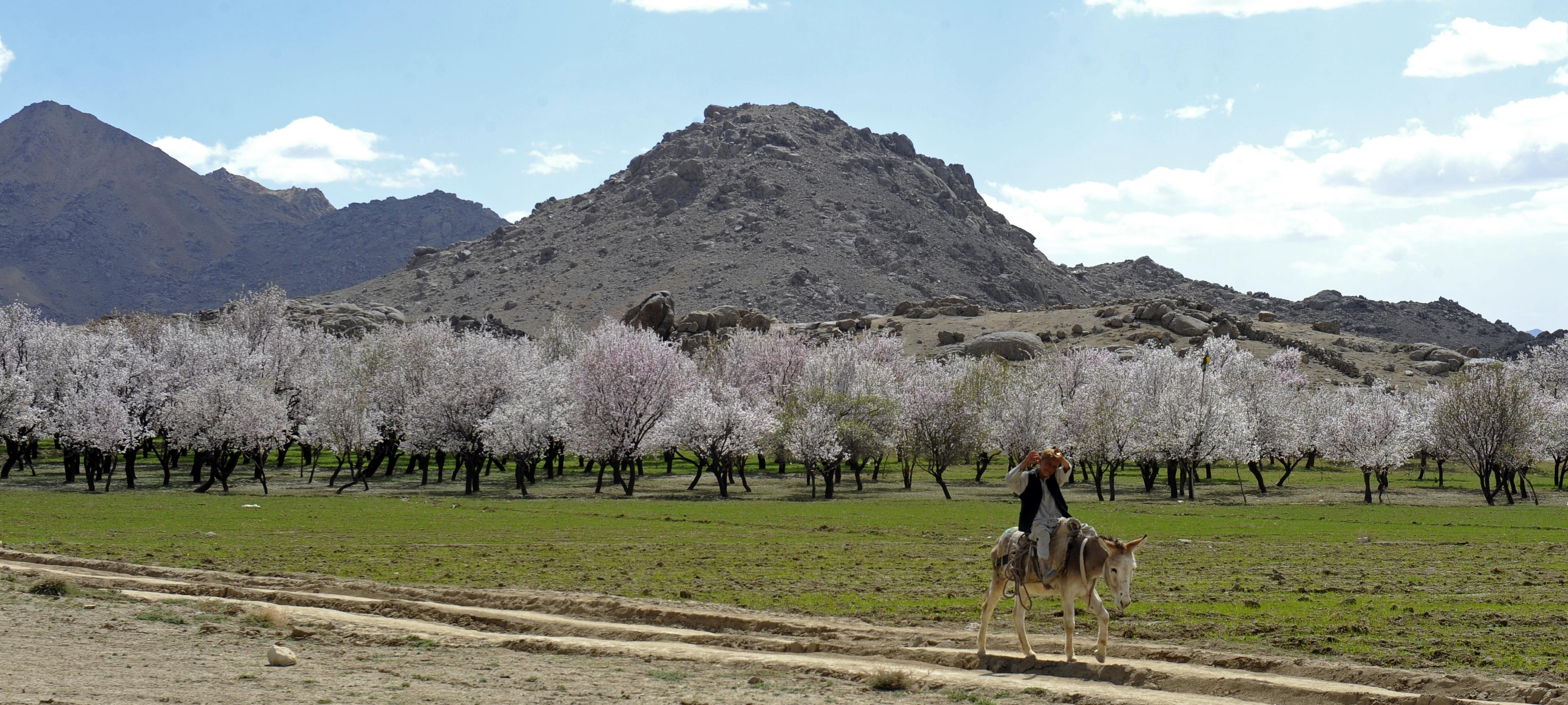
Amandiers dans la province de Zaboul